# Llewelyn Lloyd

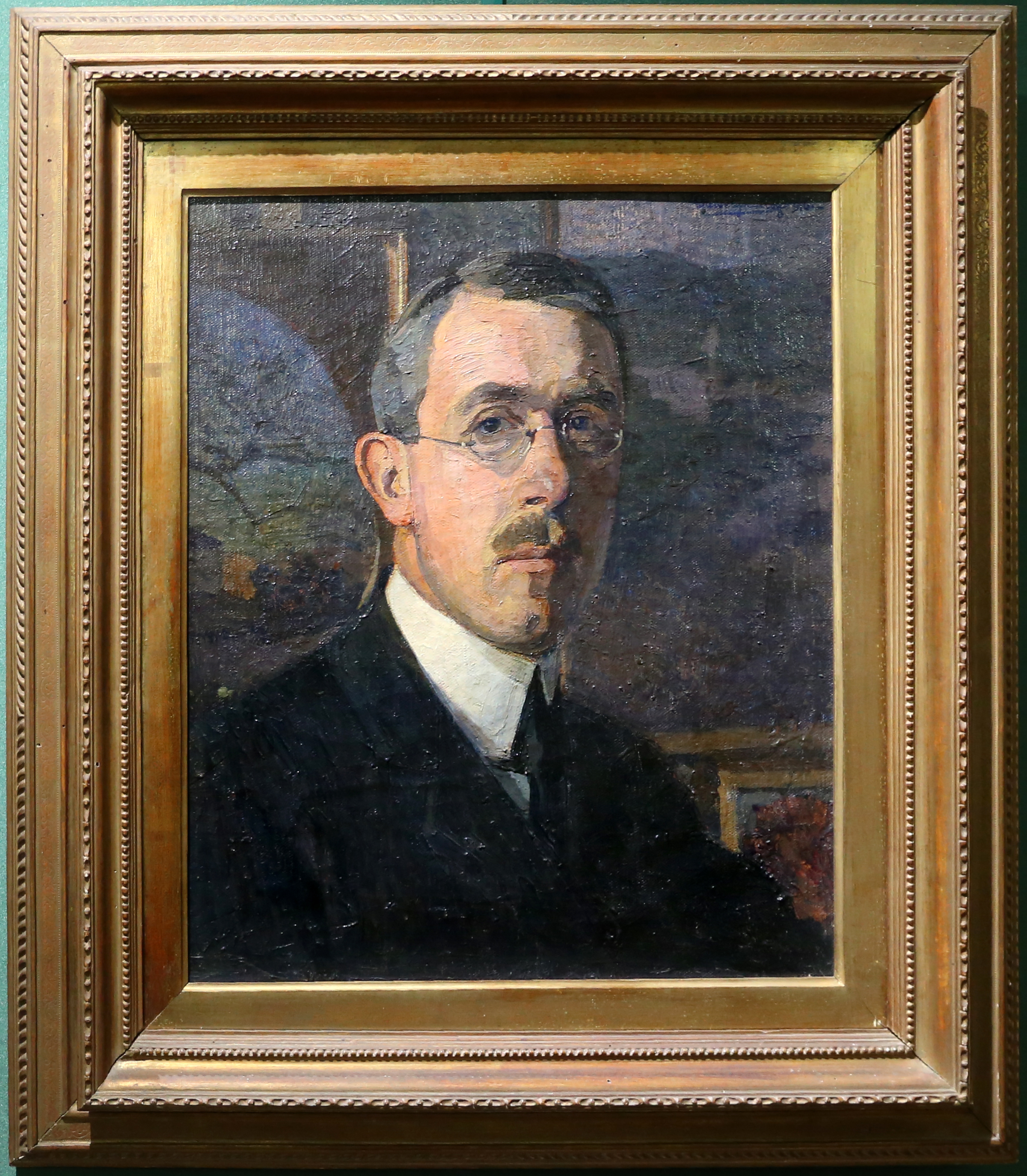
Autoritratto nello studio (1916), collezione privata

Llewelyn Lloyd (Livorno, 30 agosto 1879 – Firenze, 1º ottobre 1949) è stato un pittore italiano.

## Biografia
Di origine gallese, mosse i suoi primi passi nella città labronica nella scuola di Guglielmo Micheli con Amedeo Modigliani, Oscar Ghiglia e Gino Romiti. 
I migliori del gruppo attirarono l'attenzione di Giovanni Fattori, e Lloyd fu tra coloro che venne invitato all'Accademia di belle arti di Firenze. Qui entrò in contatto con l'ambiente fiorentino in cui dettavano legge pittori macchiaioli come Telemaco Signorini e Adriano Cecioni, avvicinandosi allo studio dell'arte italiana del Quattrocento.
La sua prima fase pittorica fu all'insegna di un conservatorismo stilistico ammorbidito nei toni, in grado di coniugare tendenze classiche e aspirazioni moderne.

Fu, tuttavia, l'ascendente che Plinio Nomellini esercitò su di lui a portarlo nel solco del divisionismo, uno stile che ebbe modo di sviluppare nel tempo, utilizzando come scenari naturali la Liguria (le Cinque Terre) e la Toscana (la campagna pisana e livornese).
Divenne allora uno degli esponenti di punta, insieme a Plinio Nomellini, Benvenuto Benvenuti e Guglielmo Amedeo Lori, di quello che a posteriori è stato definito il Divisionismo toscano. L'infatuazione fu però breve, tanto che già al momento del suo soggiorno all'Isola d'Elba evidenziò un cambio di rotta nella sua pittura, che lo riporta su binari più convenzionali.
I successivi trent'anni vennero vissuti in un crescendo di emozioni artistiche, prodotte dal numero elevato di rassegne a cui partecipò. 

Nel 1929 trovò anche il tempo di comporre un importante saggio di storia dell'arte La pittura dell'Ottocento in Italia, in cui celebrava la figura di Giovanni Fattori e si soffermava sul debito virtualmente contratto dalle avanguardie artistiche (espressionismo, cubismo, futurismo etc.) nei confronti dei primitivi toscani (senesi) del Quattrocento.
Le vicende pittoriche di Llewelyn Lloyd si conclusero nel 1944, quando venne internato nel campo di concentramento di Fossoli e poi in Baviera, per via delle sue origini gallesi. Ebbe comunque modo di ritornare in Italia nel 1945, dove si spense a Firenze.